# Cantharocnemis plicipennis
Cantharocnemis plicipennis là một loài bọ cánh cứng trong họ Cerambycidae.